# Liste der Kulturdenkmäler in Dahlem (bei Bitburg)
In der Liste der Kulturdenkmäler in Dahlem sind alle Kulturdenkmäler der rheinland-pfälzischen Ortsgemeinde Dahlem aufgeführt. Grundlage ist die Denkmalliste des Landes Rheinland-Pfalz (Stand: 27. Juni 2022).

## Denkmalzonen
| Bezeichnung                   | Lage                           | Baujahr                            | Beschreibung | Bild |
| ----------------------------- | ------------------------------ | ---------------------------------- | --- | ---- |
| Denkmalzone Himmeroder Straße | Himmeroder Straße 1, 2, 4 Lage | zweite Hälfte des 19. Jahrhunderts | Gruppe traufständiger Streckhöfe einschließlich der Hofflächen am unteren Ende der Himmerroder Straße aus der zweiten Hälfte des 19. Jahrhunderts (Nr. 1 Wohnhaus bezeichnet 1898, Ökonomie wenig jünger; Nr. 2 und 4 um die Mitte des 19. Jahrhunderts, Nr. 4 zu Winkelhof ergänzt)               | BW   |
| Denkmalzone Kirchweg          | Kirchweg 2, 4, 5, 6 Lage       | 19. Jahrhundert                    | im 19. Jahrhundert mit mittelgroßen bäuerlichen Anwesen dicht bebaute Straße, die zu Kirche St. Lambertus und zum Kirchhof führt (Türstürze Nr. 2 bezeichnet 1796 und Nr. 4 bezeichnet 1569, Nr. 5 Einhaus mit ehemaliger Flurküche, bezeichnet 1868, Nr. 6 Streckhof, Mitte des 19. Jahrhunderts) | BW   |

## Einzeldenkmäler
| Bezeichnung                            | Lage                                          | Baujahr  | Beschreibung | Bild            |
| -------------------------------------- | --------------------------------------------- | -------- | --- | --------------- |
| Hofanlage                              | Brunnenstraße 7 Lage                          | 1845     | Streckhof, Wohnhaus bezeichnet 1845, Scheune bezeichnet 1910 | BW              |
| Hofanlage                              | Himmeroder Straße 10 Lage                     | 1927     | Streckhof, bezeichnet 1927, Wohnhaus mit Mansardgiebeldach, zweitverwendeter Türsturz bezeichnet 1707 | BW              |
| Türsturz                               | Himmeroder Straße, an Nr. 12 Lage             | 1768     | an der Garage: Türsturz, bezeichnet 1768 | BW              |
| Kapelle                                | Im Gartenfeld, bei Nr. 10 Lage                | 1912     | Kapelle; historisierender Kalksteinquaderbau, 1912 | BW              |
| Türsturz                               | Kirchweg, an Nr. 4 Lage                       | 1569     | spätgotischer Türsturz, bezeichnet 1569 | BW              |
| Katholische Filialkirche St. Lambertus | Kirchweg 7 Lage                               | um 1249  | Turm und Umfassungsmauern des Schiffs romanisch-frühgotisch (gegen 1249), Turmobergeschosse und Chor spätgotisch, Erweiterung 1966, Architekt Hans Geimer, Bitburg, mit Wiederverwendung des Barockportals, bezeichnet 1720; römisches Relief; auf dem Kirchhof Wappenstein, drei Wegekreuze: unter dem Chorfenster Schaftkreuz, wohl gegen Ende des 19. Jahrhunderts; an der Südwand Holzkreuz, zweite Hälfte des 19. Jahrhunderts, darunter Sockel und Schaft eines barocken Wegekreuzes; nördlich spätgotisches Wegekreuz | BW              |
| Knappmühle                             | nördlich des Ortes im Wald Lage               |          | Ruine Knappmühle; flachbogige Brücke, Sandstein-Trockenmauern | BW              |
| Brücke und Gedenkstein                 | nordöstlich des Ortes Lage                    | 1882–83  | Gedenkstein und Brücke über den Keutelbach; einbogiger Rotsandsteinquaderbau, Stein, 1882–83 | BW              |
| Heinzkyller Tunnel                     | östlich des Ortes Lage                        | vor 1871 | Heinzkyller Tunnel mit Südportal bei Streckenkilometer 144; Teil der bis 1871 erbauten Eifelbahn | BW              |
| Lambertuskreuz                         | östlich des Ortes Lage                        | 1883     | gotisierender Sockel, Balkenkreuz, bezeichnet 1883 | BW              |
| Eselskreuz                             | südöstlich des Ortes oberhalb Auwerbrück Lage | 1875     | Wegekreuz, Sandstein, bezeichnet 1875; Inschrift: HIR SEIN ZU SEHEN UNTERMALEN SO HINTERLIS DAZUMAL DA DER HEILIGEN JUNG FRAUEN DREI WURDEN VERFOLGT HIR VORBEI DER ESEL DARAUF SIE SASSEN WOLLTE SIE DOCH NICHT VERLASSEN UND IHR LEBEN ZU GEWINNEN GLEICH ÜBER DIE KILL TUT SPRINGEN ANS UFER SIE SETZET [GANZ UNVER] LETZET 1875 | Fotos hochladen |